# Parche de campeón de la Conmebol Copa América
El parche de campeón de la Conmebol Copa América es una insignia especial que se otorga a la selección ganadora del torneo y se usa en su uniforme oficial durante la siguiente edición del campeonato. Este parche, generalmente dorado y con un diseño distintivo, simboliza el título obtenido y resalta el estatus del equipo como campeón vigente de la Copa América.

## Historia
El parche de campeón de la Conmebol Copa América se usa desde el año 2015, durante la Copa América en Chile, Uruguay llegó como campeón de la Copa América 2011 y como novedad en su camiseta llevo un parche de campeón. Desde entonces, toda selección que fue campeona de América, llevó el parche de campeón en la edición siguiente, los cuales fueron:
| Edición en la que campeonó | Edición en la que llevó el parche | Selección |
| -------------------------- | --------------------------------- | --------- |
| 2011                       | 2015                              | Uruguay   |
| 2015                       | 2016                              | Chile     |
| 2016                       | 2019                              | Chile     |
| 2019                       | 2021                              | Brasil    |
| 2021                       | 2024                              | Argentina |
| 2024                       | 2028                              | Argentina |

A partir del 2024, Argentina utilizó un nuevo parche de campeón de la Copa América 2021, únicamente la usaron para la Copa América 2024, título que estaban defendiendo.

## Reglamento FIFA
La FIFA establece normas específicas sobre los parches que los equipos pueden exhibir en sus uniformes durante competiciones internacionales. Estas regulaciones buscan mantener la coherencia y el orden en la representación de los títulos obtenidos por las selecciones.

### Uso de parches en competiciones FIFA y Conmebol
Parche de campeón mundial: Este distintivo se otorga a la selección ganadora de la Copa Mundial de la FIFA y debe ser exhibido en las camisetas durante las competiciones organizadas por la FIFA. Por ejemplo, la selección de Argentina, tras ganar el Mundial de Qatar 2022, incorporó el parche de campeón mundial en sus uniformes durante las Eliminatorias Sudamericanas rumbo al Mundial 2026. 
Parche de campeón de la Copa América: Este parche es otorgado por la Conmebol a la selección ganadora de la Copa América y debe ser utilizado en las ediciones siguientes del torneo continental. Por ejemplo, en la Copa América 2024 y en las Eliminatorias Rumbo a Catar 2022, la selección de Argentina llevó el parche que conmemoraba su título de la edición 2021 obtenida en Brasil. 

### Regulaciones específicas de la Conmebol
La Conmebol establece en su reglamento que la selección campeona vigente debe portar en su camiseta el parche correspondiente al título de la última edición de la Copa América. Este parche debe colocarse en el pecho, en posición central, y la Conmebol proporciona los parches oficiales para su correcta exhibición. Además, se especifica que no se permite la colocación del parche en otra zona de la camiseta. 